# Monodictys striata
Monodictys striata är en lavart som först beskrevs av Petch, och fick sitt nu gällande namn av V. Rao & de Hoog 1986. Monodictys striata ingår i släktet Monodictys, klassen Dothideomycetes, divisionen sporsäcksvampar och riket svampar.   Inga underarter finns listade i Catalogue of Life.